# Ahenema

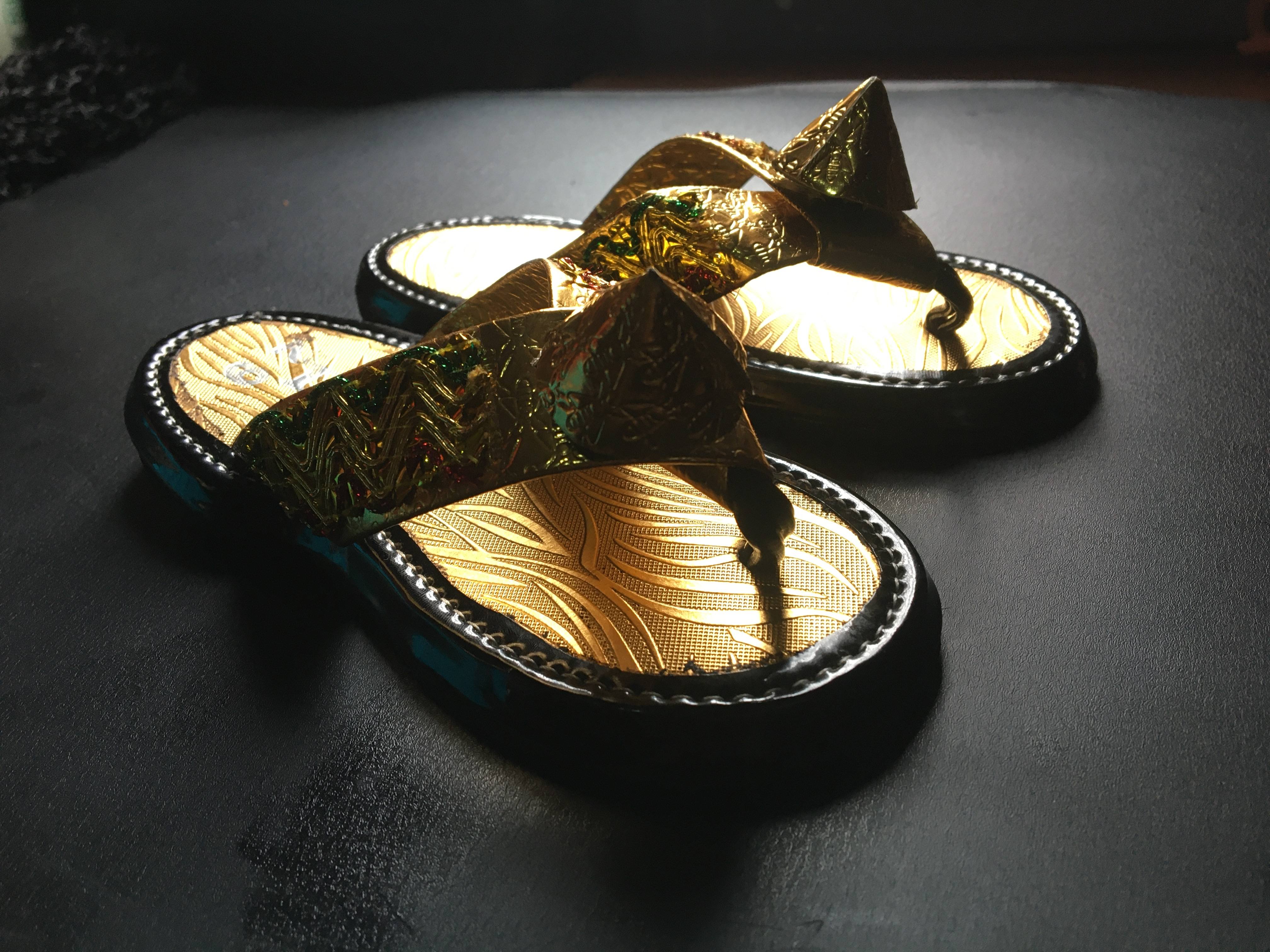
Sandály Ahenema

Ahenema jsou tradiční královské sandály, které nosily královny a náčelnici etnických skupin Akanů, Ga-Adangbe a Ewe z Ghany. V současnosti nosí tyto tradiční sandále kdokoliv při příležitostech jako jsou festivaly, pohřby, návštěvy kostela či svatby.

## Historie
V minulosti nosily tyto sandály výhradně lidé královského původu a často nesly jméno krále. Později byl způsob jejich pojmenování změněn a nadále nesly jména králových dětí. Důvodem bylo, že by královo jméno nemělo být užíváno nadarmo a odtud je odvozen i jejich název Ahenema, který v překladu znamená královy děti. Sandály bývaly vyráběny ze dřeva a lana, v moderní době však jsou vyráběny z kůže. Do jejich podrážek je vyražena číslovka 8, která symbolizuje stabilitu.

## Typy
Existují v zásadě dva typy sandálů Ahenema. Prvním z nich je typ Asansan tuo, který má zakřivený tvar a druhým je Atine, který má rovný tvar a nosí jej především náčelníci.